# Lissonota balia
Lissonota balia là một loài tò vò trong họ Ichneumonidae.